# Agaricus valdiviae
Agaricus valdiviae är en svampart som beskrevs av Singer 1965. Agaricus valdiviae ingår i släktet champinjoner och familjen Agaricaceae.   Inga underarter finns listade i Catalogue of Life.